# امپاهانا
امپاهانا (به لاتین: Ampahana) یک سکونتگاه مسکونی در ماداگاسکار است که در ساوا (ماداگاسکار) واقع شده‌است.

## خصوصیات
امپاهانا ۲۵٬۰۰۰ نفر جمعیت دارد.